# Cheironitis socotranus
Cheironitis socotranus là một loài bọ cánh cứng trong họ Bọ hung (Scarabaeidae).